# 洲本パールライン

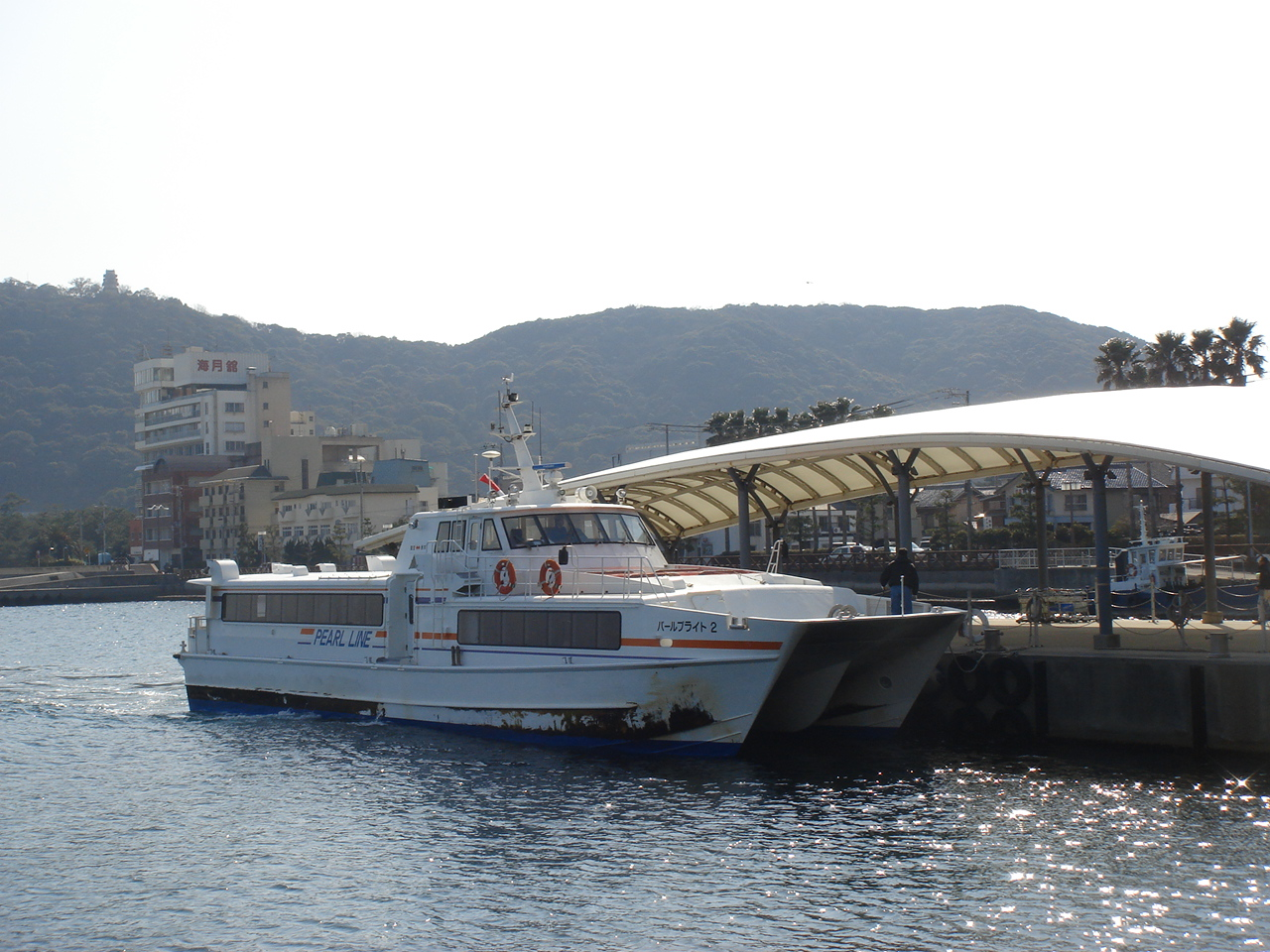
パールブライト2・洲本港にて

洲本パールライン（すもとパールライン）は、かつて関西国際空港（大阪府）と淡路島の洲本港（兵庫県洲本市）を結んでいた高速船。株式会社 淡路開発事業団が運営。2007年4月1日より運航を休止している。

## 概要
旧洲本市が出資する第三セクター、淡路開発事業団が運営管理を担い、旧洲本市と島内旧10町が出資し、航路確保対策基金を設立、平成13年4月より運用を開始した。旧洲本市などが出資していた「淡路エアポートライン」が関西国際空港⇔津名港間を運航していたが、採算ペースにのれずに平成13年3月解散。この航路の淡路島側寄港地を洲本港に変更したものである。
就航当初は、航路廃止した元深日海運→元エアポート淡路アクアライン→前シャトルサービスの「シップ・オブ・ザ・イヤー'92」を受賞の「とらいでんと」を旧洲本市が買い上げ、淡路開発事業団に無償で譲り渡され、「パールブライト」と改名され運航していたが、航路開設間もなく下取りされ、「航路確保対策基金」から追加補助、同年1月に発注済みだった運用経費の削減狙った小型化新造船「パールブライト2」が4月26日に就航。（なお「とらいでんと」は数回の所有者変更を経て現在は内海フェリーの高速船「サンオリーブシー」として活躍している）
しかし、淡路島内路線バス（淡路島-徳島を結ぶ淡路・徳島線を含む）との乗り継ぎの不便さ（洲本バスセンターと洲本港が別の場所にあるだけでなく、高速船ダイヤも路線バスとの乗り継ぎを配慮されていない）で元々利用客が少ないことや、その上に志知バスストップ・洲本バスストップ・津名一宮バスストップ・東浦バスストップから乗車できる関西国際空港行きリムジンバス（徳島バスほか4社運行）に客が奪われ、リムジンバスの停車しない淡路島内のバス停留所からでも高速バスで三宮・OCAT・大阪まで行き、そこから関西国際空港行きリムジンバスや空港連絡鉄道に乗り換える客も多かったことから、当初より毎年1億円前後の赤字が続き、2003年度中に早々と「航路確保対策基金」が底を着いてしまい、その後は対策基金を通さずに洲本市が一般会計から直接補助し続け継続か休止、地域振興優先か財政健全化かで混迷を深めた。
2006年（平成18年）12月11日には、柳実郎洲本市長（当時）が「洲本パールライン」への支援打ち切りを正式に表明した。12月18日、年明け早々に年度末以降の休止届けを暫定的に提出しそれまでに引き受け会社を探す事を再表明、引き受け先が無かった場合は正式に航路廃止届を提出予定であるとした。
最終運航日となった2007年（平成19年）3月31日、洲本港10時50分出航を前に洲本市長が「洲本パールラインはしばらくお休みを頂きます、次回は補助金なしで運航できるようになれば」と挨拶、船員へ花束贈呈が行われた。しかしこの日は強風により昼過ぎから欠航となり、最終便まで運航されることはなかった。
2017年（平成29年）7月9日より淡路関空ラインにより10年ぶりに航路が復活した。しかし、2018年（平成30年）7月14日より、再び休止。

## 航路
- 関西国際空港 - 洲本港

航海時間約48分、1日8往復

### 運賃・料金
- 片道：2,500円（小人1,260円）
- 往復：4,000円（小人2,410円） - 有効期限14日間
- 学生片道：2,040円
- 回数券（11枚）：25,170円
- 日帰り往復：2,500円（小人1,260円）
- 往復利用客は、洲本港駐車場が最大7日間まで無料

## 船舶
- パールブライト2

2001年4月進水、三保造船所建造。2007年の航路廃止後は海外売船。
73総トン、全長26.5m、幅6.2m、深さ2.35m、航海速力23.4ノット、旅客定員120名（前方船室50名、後方船室70名）
ドック期間中は元・広今あきなだ高速の「うずしお」を代船として使用していた。